# Aminata Sow Fall
Aminata Sow Fall (Saint Louis, 27 de abril de 1941) es una escritora senegalesa considerada una de las pioneras de la literatura africana francófona. En su obra analiza de manera crítica la sociedad senegalesa en pleno cambio y denuncia la hipocresía y, como otras mujeres de su generación, el sistema patriarcal. Así, en su obra más conocida, La Grève des bàttu ou les déchets humains, que le hizo ganar el Gran Premio Literario del África Negra en 1980, imagina, basándose en hechos reales, una huelga de mendigos cazados de la capital por autoridades interesadas en promover el turismo. Las novelas de Aminata Sow Fall se han convertido en clásicos, hoy incluidos en los programas de enseñanza. En su discurso inaugural en el Collège de France, el escritor Alain Mabanckou la considera la mejor novelista africana.

## Biografía
Nació en Saint Louis en 1941. Su padre, procedía de la realeza de Baol. Hacía el servicio militar en Saint Louis cuando conoció a su madre, Khoudia Diaw. Se casó pronto con ella aunque más tarde depuso a otras dos mujeres. Su padre murió cuando ella tenía ocho años. Después de algunos años de escolarización en la escuela secundaria Faidherbe, actualmente Cheikh Omar Foutiyou Tall en Saint Louis, Aminata se trasladó con su hermana a Dakar donde estudió el bachillerato en la escuela Van Vollenhoven, ahora Lamine Guèye.
Posteriormente se trasladó a Francia donde se licenció en Letras Modernas en La Sorbona. Allí conoce a Samba Sow, con quien se casa y retorna a Senegal. Se dedicó a la enseñanza en varios establecimientos en Rufisque y Dakar. De 1974 a 1979, fue miembro de la Comisión Nacional para la Reforma de la Enseñanza del Francés y participó en la preparación de los libros de texto.
En 1973, durante su permiso de maternidad escribió su primer libro, Le revenant . Pasaron tres años hasta que se publicó, convirtiéndose en un clásico de la literatura africana francófona. El director literario en un principio no quería publicarla porque "era una novela local".
«Le dije que sí, que yo era local, que todo el mundo es local. Lo universal comienza en cada uno de nosotros, porque todos nosotros nos interrogamos por nuestro destino, sobre cómo vencer a la muerte, tenemos preocupaciones y angustias existenciales. Él me dijo que todo eso era ideología» explica en sus entrevistas.
El reconocimiento internacional logrado con La Grève des bàttu en 1979-1980 marcó un punto de inflexión en su trayectoria. La novela fue adaptada al cine con el título Bàttu, dirigida por el cineasta maliense Cheick Oumar Sissoko y estrenada en 2000.
De 1979 a 1988, directora de Letras y Propiedad Intelectual del Ministerio de Cultura y del Centro de Estudios y Civilizaciones, ayudó a fundar la editorial Khoudia, el Centro Africano de Animación y intercambios culturales, la Oficina Africana para la Defensa de las Libertades del escritor en Dakar y el Centro Internacional de Estudios, Investigación y Reactivación de Literatura, Artes y Cultura en Saint Louis.
Siempre absorta en la escritura, la novelista ahora divide su tiempo entre Dakar, Saint-Louis y otros destinos en el extranjero, porque a menudo participa en conferencias relacionadas con su trabajo o temas más amplios como la cultura o paz.
Aminata es presidenta de honor del Consejo Senegalés de las Mujeres COSEF organización creada en 1995.

## Vida privada
Aminata Sow Fall es madre de siete hijos, entre ellos el cantante de rap Abass Abass.

## Publicaciones
- Le Revenant, novela, 1976[10]
- La Grève des bàttu, 1979 : preseccionada por el jurado del prix Goncourt en 1979 ; Gran premio literario del África Negra en 1980 ; llevada al cine por Cheick Oumar Sissoko en 2000[11]·.
- L’Appel des arènes, novela, 1997: preseleccionada por el jurado del prix Goncourt en 1982 ; Prix international pour les lettres africaines ; llevada al cine por Cheikh N'Diaye en 2006[12]
- Ex-Père de la Nation, novela, 1987[13]
- Le Jujubier du patriarche, novela, 1993[14]
- Douceurs du bercail, novela, 1998[15]
- Un grain de vie et d’espérance, reflexión sobre el arte de comer y sobre la comida en Senegal con recetas de Margo Harley, 2002[16]
- Sur le flanc gauche du Belem, in L'Odyssée atlantique (collectif),  2002
- Festins de la détresse, novela, L'Or des fous, éditeur avec l'Alliance des éditeurs indépendants 2005[17]
- L'Empire du mensonge, novela, 2017

### En español
- La huelga de los mendigos, 2017 ISBN 978-84-17150-03-7

Es también autora de obras de teatro y poemas todavía inéditos.

## Premios y distinciones
- Gran premio literario del África Negra por La Grève des bàttu (1980).[11]
- Prix international pour les lettres africaines por L'Appel des arènes (1982).[11]
- Doctora honoris causa  por Mount Holyoke College, Massachusetts en 1997.[11]
- Caballero de la Orden Nacional del Mérito (Francia)
- Caballero de las Orden de las Palmas Académicas
- Caballero de la Orden de la Pléiade
- Caballero de la ordre national du Lion du Sénégal
- Commandeur de l'ordre des Arts et des Lettres (2012)
- Grand prix de la Francophonie de l’Académie française (2015)

## Filmografía
- L'appel des arènes (película), 2005 (écrit par Aminata Sow Fall)
- Visage : Aminata Sow Fall (corto)